# Порт-Матюрен
Порт-Матюрен  (фр. Port Mathurin, маврик. креол. Por Matirin) — місто, адміністративний центр острова Родригес у державі Маврикій. Населення (на 2008 рік) — 5929 чоловік.
Порт-Матюрен розташовується в єдиній бухті на острові Родригес, придатній для заходу великих суден. Був заснований у XVIII столітті французькими колоністами з острова Маврикій. Отримав свою назву від імені одного з перших переселенців Матюрена Бреньї.
З 2001 року в Порт-Матюрені розміщується Регіональні збори острова Родригес.
Основні галузі економіки — рибальство, торгівля, обслуговування морського транспорту і туристів. У Порт-Матюрені працює морський порт.

## Клімат
Місто знаходиться у зоні, котра характеризується вологим тропічним кліматом. Найтепліший місяць — лютий із середньою температурою 27.2 °C (81 °F). Найхолодніший місяць — серпень, із середньою температурою 22.2 °С (72 °F).
| Клімат Порт-Матюрена    | Клімат Порт-Матюрена | Клімат Порт-Матюрена | Клімат Порт-Матюрена | Клімат Порт-Матюрена | Клімат Порт-Матюрена | Клімат Порт-Матюрена | Клімат Порт-Матюрена | Клімат Порт-Матюрена | Клімат Порт-Матюрена | Клімат Порт-Матюрена | Клімат Порт-Матюрена | Клімат Порт-Матюрена | Клімат Порт-Матюрена |
| Показник                | Січ.                 | Лют.                 | Бер.                 | Квіт.                | Трав.                | Черв.                | Лип.                 | Серп.                | Вер.                 | Жовт.                | Лист.                | Груд.                | Рік                  |
| Абсолютний максимум, °C | 37                   | 35                   | 37                   | 34                   | 31                   | 30                   | 31                   | 33                   | 35                   | 32                   | 30                   | 32                   | 37                   |
| Середній максимум, °C   | 28                   | 28                   | 28                   | 27                   | 26                   | 25                   | 23                   | 23                   | 24                   | 25                   | 26                   | 27                   | 26                   |
| Середня температура, °C | 26                   | 27                   | 27                   | 26                   | 25                   | 23                   | 22                   | 22                   | 22                   | 23                   | 24                   | 26                   | 25                   |
| Середній мінімум, °C    | 25                   | 25                   | 25                   | 24                   | 23                   | 21                   | 20                   | 20                   | 20                   | 21                   | 22                   | 23                   | 22                   |
| Абсолютний мінімум, °C  | 22                   | 17                   | 17                   | 18                   | 18                   | 17                   | 17                   | 17                   | 17                   | 17                   | 18                   | 20                   | 17                   |
| Днів з опадами          | 15                   | 16                   | 18                   | 18                   | 17                   | 19                   | 19                   | 19                   | 17                   | 15                   | 15                   | 14                   | 202                  |
| Днів з дощем            | 15                   | 16                   | 18                   | 18                   | 17                   | 18                   | 19                   | 19                   | 17                   | 15                   | 15                   | 14                   | 201                  |
| ----------------------- | -------------------- | -------------------- | -------------------- | -------------------- | -------------------- | -------------------- | -------------------- | -------------------- | -------------------- | -------------------- | -------------------- | -------------------- | -------------------- |
| Джерело: Weatherbase    |                      |                      |                      |                      |                      |                      |                      |                      |                      |                      |                      |                      |                      |